# پیشتازان فضا: شورش
پیشتازان فضا: شورش (به انگلیسی: Star Trek: Insurrection) فیلمی ۱۰۳ دقیقه‌ای به کارگردانی جاناتان فریکس با بازی پاتریک استوارت، محصول سال ۱۹۹۸ کشور ایالات متحده آمریکا است.

## داستان
ستوان دوم دیتا، یک اندروید، موقتاً برای مأموریتی مخفی به میان مردم صلح‌طلب باکو فرستاده می‌شود. او ناگهان دچار اختلال می‌شود و حضور نیروی مشترک فدراسیون و سونا در حال نظارت بر باکوها را فاش می‌کند. دریابان متیو داگرتی با کشتی فضایی اینترپرایز-E تماس می‌گیرد تا نقشه‌های فنی دیتا را برای بازیابی دریافت کند، ولی به‌طور قاطع می‌گوید که نیازی به حضور اینترپرایز نیست. کاپیتان ژان-لوک پیکارد این دستور را نادیده می‌گیرد و برای بازیابی دیتا، اینترپرایز را به آنجا می‌برد. پس از بازیابی و تعمیر موفق دیتا، پیکارد نسبت به اصرار داگرتی مبنی بر بی‌نیازی از اینترپرایز و دستورش برای بررسی اختلال دیتا مشکوک می‌شود.
خدمه کشف می‌کنند که باکوها در اصل از نظر فناوری پیشرفته‌اند و توانایی سفر فضایی دارند، اما برای داشتن زندگی ساده‌تر، فناوری را کنار گذاشته‌اند. به دلیل وجود «ذرات متافازی» خاصی که از حلقه‌های سیاره ساطع می‌شوند، ساکنان این سیاره عملاً نامیرا هستند. در مقابل، متحدان فدراسیون یعنی سونا، نژادی سالخورده و در حال زوال‌اند که برای به تأخیر انداختن مرگ به فناوری پزشکی وابسته‌اند؛ جراحی‌های زیبایی مکرر چهره‌ای مومیایی‌شده به آنان داده است. خدمهٔ اینترپرایز نیز اثرات جوان‌ساز این سیاره را تجربه می‌کنند: ستوان دوم جوردی لا فورج می‌تواند بدون کاشت‌های چشمی ببیند، ستوان دوم ورف دچار علائم بلوغ می‌شود، فرمانده ویلیام رایکر و مشاور دیانا تروی رابطهٔ قدیمی خود را از سر می‌گیرند، و پیکارد با آنیج، زنی از قوم باکو، وارد رابطه‌ای عاشقانه می‌شود.
دیتا و پیکارد یک کشتی فدراسیونی پنهان‌شده زیر آب و نامرئی‌شده را کشف می‌کنند که شامل یک هولودک غول‌پیکر است که دهکدهٔ باکو را بازسازی کرده است. مشخص می‌شود که اختلال دیتا ناشی از حملهٔ سونا بوده که در پی کشف تصادفی آن کشتی توسط دیتا رخ داده است. پیکارد با داگرتی روبه‌رو می‌شود و می‌فهمد که مقامات عالی فدراسیون با سونا تبانی کرده‌اند تا باکوها را به‌طور مخفیانه به سیاره‌ای دیگر منتقل کنند تا بتوانند ذرات متافازی را به‌صورت گسترده جمع‌آوری کنند، عملی که منجر به آلوده‌سازی سیاره می‌شود. داگرتی سپس دستور خروج اینترپرایز را صادر می‌کند. پیکارد سرپیچی کرده و اعلام می‌کند که منافع پزشکی ذرات، طرح داگرتی برای باکو را توجیه نمی‌کند و این نقض دستور اصلی ناوگان فضایی است.
پیکارد و گروهی از خدمه به باکوها برای فرار از ربوده‌شدن کمک می‌کنند، در حالی که رایکر اینترپرایز را به محدودهٔ ارسال پیام می‌برد تا تخلف را به فدراسیون گزارش دهد. سونا کاوشگرهای رباتیک را برای یافتن و گرفتن باکوهای فراری اعزام می‌کنند. رهبر سونا، آدار روافو، داگرتی را متقاعد می‌کند که اجازه دهد دو کشتی سونا به اینترپرایز حمله کنند، ولی اینترپرایز موفق به فرار می‌شود. پس از افشای نقشهٔ آنان، روافو بر برداشت فوری منبع تابش اصرار می‌ورزد. پیکارد، آنیج و چند تن از باکوها به‌عنوان اسیر به کشتی سونا منتقل می‌شوند. دکتر بورلی کراشر کشف می‌کند که سونا و باکو در اصل از یک نژاد هستند. پیکارد به داگرتی اطلاع می‌دهد که سونا در واقع گروهی منشعب از باکوها هستند که یک قرن پیش شیوهٔ ساده‌زیستانهٔ باکو را رها کرده و فناوری را پذیرفته‌اند. تلاش آنان برای به‌دست گرفتن قدرت با شکست روبه‌رو شد و بزرگان باکو آنان را تبعید کردند و از دسترسی به اثرات جوان‌کنندهٔ حلقه‌ها محروم ساختند. سونا برای ادامهٔ زندگی، روش ناقصی را به‌طور مصنوعی توسعه دادند که باعث تغییر شکل جسمی‌شان شد و اکنون در پی انتقام‌اند. روافو پس از این‌که داگرتی از همکاری منصرف می‌شود، او را می‌کشد و روند برداشت را ادامه می‌دهد.
در حالی که پیکارد در آستانهٔ اعدام است، سونای سرخورده‌ای به نام گالاتین را متقاعد می‌کند که در توقف روافو به او کمک کند. پیکارد نقشه‌ای طراحی می‌کند تا روافو و خدمهٔ پل کشتی را به کشتی هولو منتقل و دستگاه برداشت را غیرفعال کند. روافو فریب را کشف کرده و به کشتی برداشت منتقل می‌شود تا فرایند را دستی آغاز کند. پیکارد او را دنبال کرده و دستگاه را برای خودتخریبی تنظیم می‌کند. دستگاه منفجر می‌شود و روافو کشته می‌شود، درست زمانی که اینترپرایز پیکارد را نجات می‌دهد. بازماندگان سونا بخشوده می‌شوند و با استقبال به جمع باکو بازمی‌گردند. پیکارد دیداری بین گالاتین و مادر باکوی او ترتیب می‌دهد تا از کمکش تشکر کند. خدمه پیش از بازگشت به مأموریت قبلی، لحظه‌ای از جوانی بازیافتهٔ خود لذت می‌برند.